# 1940 en rugby à XV
Les faits marquants de l'année 1940 en rugby à XV

## Principales compétitions
En raison de la Seconde Guerre mondiale aucune compétition n'est disputée.

## Principales naissances
- 3 septembre : Brian Lochore, troisième ligne centre international néo-zélandais (68 sélections entre 1963 et 1971).